# 2-Amino-5-nitrophenol
2-Amino-5-nitrophenol ist eine chemische Verbindung aus der Gruppe der substituierten Phenole.

## Gewinnung und Darstellung
2-Amino-5-nitrophenol kann aus 2-Aminophenol hergestellt werden, das zunächst mit Essigsäureanhydrid zu 2-Methylbenzoxazol umgesetzt (geschützt) und dann nitriert wird. Durch Hydrolyse der Schutzgruppe wird das Produkt erhalten. Die Verbindung wurde erstmals 1920 von Oskar Kaltwasser und Hans Oehrn synthetisiert.

## Eigenschaften
2-Amino-5-nitrophenol ist ein brennbarer, schwer entzündbarer, licht- und luftempfindlicher, kristalliner, rotbrauner bis dunkelbrauner Feststoff, der sehr schwer löslich in Wasser ist. Die Verbindung ist thermisch instabil. Sie zersetzt sich bei Erhitzung über 198–202 °C. Eine DSC-Messung zeigt ab 209 °C eine exotherme Zersetzung mit einer Wärmetönung von −996 J·g−1 bzw. −153,5 kJ·mol−1.
Er besitzt eine monokline Kristallstruktur mit der Raumgruppe P21/c (Raumgruppen-Nr. 14).

## Verwendung
2-Amino-5-nitrophenol wird als Diazokomponente bei der Herstellung verschiedener Azofarbstoffe wie zum Beispiel C.I. Solvent Red 8 und zur Herstellung von biologisch und pharmakologisch aktiven Molekülen verwendet. Es dient auch als semipermanentes (nicht oxidatives) Haarfärbemittel und als Toner in permanenten (oxidativen) Haarfärbemitteln.